# ام-تولوئیک اسید
ام-تولوئیک اسید (به انگلیسی: M-Toluic acid) با فرمول شیمیایی C۸H۸O۲ یک ترکیب شیمیایی است. که جرم مولی آن ۱۳۶٫۱۵ g/mol می‌باشد. 